# Tigrioides phaeola
Tigrioides phaeola là một loài bướm đêm thuộc phân họ Arctiinae, họ Erebidae.